# Peter Houseman
Peter Houseman (24. december 1945 - 20. marts 1977) var en engelsk fodboldspiller (kantspiller).
Houseman tilbragte størstedelen af sin karriere hos Chelsea, og vandt FA Cuppen med klubben i 1970. Han spillede efterfølgende for Oxford United.
Houseman omkom sammen med sin hustru i en trafikulykke i 1977, kun 31 år gammel.

## Titler
FA Cup
- 1970 med Chelsea